# 留云石刻
留云石刻，是位于中国福建省福州市闽清县下祝乡后峰村的一个宋代石刻，1992年入选第四批闽清县文物保护单位。
留云石刻是朱熹在此地留下的题刻真迹“留云”二字，书于后峰村垱狮岩壁上，题写的具体时间不明，两字为横排魏体阴刻，高30厘米，宽40厘米，落款为三个小字“晦翁书”（晦翁为朱熹晚年自号）。